# Luzula glabrata
Luzula glabrata är en tågväxtart som först beskrevs av David Heinrich Hoppe, och fick sitt nu gällande namn av Nicaise Auguste Desvaux. Luzula glabrata ingår i Frylesläktet som ingår i familjen tågväxter. Inga underarter finns listade i Catalogue of Life.